# Deirdre O'Connell
Deirdre O'Connell (29 giugno 1953) è un'attrice statunitense, attiva in campo teatrale, televisivo e cinematografico.

## Biografia
Deirdre O'Connell ha fatto il suo debutto sulle scene a Boston negli anni ottanta e da allora ha recitato assiduamente sulle scene di Broadway e dell'Off-Broadway, vincendo un Drama Desk Award. Nel 2022 ha vinto Tony Award alla miglior attrice protagonista in un'opera teatrale per Dana H.
Inoltre, ha recitato in oltre quaranta film e numerose serie televisive, diventando nota al grande pubblico per le sue interpretazioni in Papà Noè, Law & Order e The Affair - Una relazione pericolosa.

## Filmografia parziale

### Cinema
- Tin Men - 2 imbroglioni con signora (Tin Men), regia di Barry Levinson (1987)
- Un gentleman a New York (Stars and Bars), regia di Pat O'Connor (1988)
- Stato di grazia (State of Grace), regia di Phil Joanou (1990)
- Fuga per un sogno (Leaving Normal), regia di Edward Zwick (1992)
- CrissCross, regia di Chris Menges (1992)
- Fuga dal mondo dei sogni (Cool World), regia di Ralph Bakshi (1992)
- Fearless - Senza paura (Fearless), regia di Peter Weir (1993)
- Smoke, regia di Wayne Wang (1995)
- City of Angels - La città degli angeli (City of Angels), regia di Brad Silberling (1998)
- Cuori in Atlantide (Hearts in Atlantis), regia di Scott Hicks (2001)
- Il segno della libellula - Dragonfly (Dragonfly), regia di Tom Shadyac (2003)
- Secondhand Lions, regia di Tim McCanlies (2003)
- Se mi lasci ti cancello (Eternal Sunshine of the Spotless Mind), regia di Michel Gondry (2004)
- Imaginary Heroes, regia di Dan Harris (2004)
- Stephanie Daley, regia di Amber Tamblyn (2006)
- Notte brava a Las Vegas (What Happens in Vegas), regia di Tom Vaughan (2008)
- Wendy and Lucy, regia di Kelly Reichardt (2008)
- Gli ostacoli del cuore (The Greatest), regia di Shana Feste (2009)
- Pet Therapy - Un cane per amico (A Dog Year), regia di George LaVoo (2009)
- Gabriel, regia di Lou Howe (2014)
- St. Vincent, regia di Theodore Melfi (2014)
- Sharks - Incubo dagli abissi (The Requin), regia di Le-Van Kiet (2022)
- Eddington, regia di Ari Aster (2025)

### Televisione
- Kate e Allie (Kate & Allie) – serie TV, 1 episodio (1987)
- Chicago Hope – serie TV, 2 episodi (1994)
- Law & Order - I due volti della giustizia (Law & Order) – serie TV, 6 episodi (1994-2010)
- Papà Noè (Second Noah) – serie TV, 21 episodi (1996-1997)
- Dalla Terra alla Luna (From the Earth to the Moon) – serie TV, 1 episodio (1998)
- The Practice - Professione avvocati (The Practice) – serie TV, 2 episodi (2001)
- Law & Order: Criminal Intent – serie TV, 1 episodio (2005)
- You Don't Know Jack - Il dottor morte (You Don't Know Jack), regia di Barry Levinson – film TV (2010)
- Unforgettable – serie TV, 1 episodio (2011)
- Law & Order - Unità vittime speciali (Law & Order: Special Victims Unit) – serie TV, 1 episodio (2011)
- Person of Interest – serie TV, 1 episodio (2012)
- The Closer – serie TV, 1 episodio (2012)
- Nurse Jackie - Terapia d'urto (Nurse Jackie) – serie TV, 3 episodi (2014)
- The Affair - Una relazione pericolosa (The Affair) – serie TV, 7 episodi (2014-2018)
- The Path – serie TV, 32 episodi (2016-2018)
- Madam Secretary – serie TV, 1 episodio (2017)
- Daredevil – serie TV, 3 episodi (2018)
- Outer Range – serie TV, 4 episodi (2022)
- Il premio del destino (The Big Door Prize) – serie TV, episodio 1x02 (2023)
- The Penguin, regia di Craig Zobel, Helen Shaver, Kevin Bray e Jennifer Getzinger – miniserie TV, 6 puntate (2024)

## Doppiatrici italiane
Nelle versioni in italiano delle opere in cui ha recitato, Deirdre O'Connell è stata doppiata da:
- Claudia Balboni in Papà Noè, Law & Order - I due volti della giustizia
- Alessandra Korompay in Synecdoche, New York, The Path
- Anna Melato in Quando si ama
- Germana Dominici in Tin Men - 2 imbroglioni con signora
- Antonella Rinaldi in Fearless - Senza paura
- Tiziana Avarista ne Il segno della libellula - Dragonfly
- Giovanna Martinuzzi in Person of Interest
- Elisabetta Cesone in Outer Range
- Antonella Giannini in Notte brava a Las Vegas
- Anna Rita Pasanisi in The Affair - Una relazione pericolosa
- Cinzia De Carolis in Daredevil
- Melina Martello in The Penguin